# Seeschwalbenbach
Koordinaten: 62° 11′ 0″ S, 58° 59′ 0″ W
Der Seeschwalbenbach ist ein Bach auf der Fildes-Halbinsel von King George Island, der größten der Südlichen Shetlandinseln. 
Er ist einer von vier Bächen, die fächerförmig auf die Skuabucht der Drakestraße zufließen; südlich fließt der Möwenbach, nach Norden folgen Skuabach und Hochbach. Der Bach fließt zunächst nach Nordnordost, wendet sich dann nach Westnordwest, um schließlich in einem Bogen zunächst in nördliche, dann in nordwestliche Richtung auf die Bucht zuzufließen.
Im Rahmen zweier deutscher Expeditionen zur Fildes-Halbinsel in den Jahren 1981/82 und 1983/84 unter der Leitung von Dietrich Barsch (Geographisches Institut der Universität Heidelberg) und Gerhard Stäblein (Geomorphologisches Laboratorium der Freien Universität Berlin) wurde der Bach zusammen mit zahlreichen weiteren bis dahin unbenannten geographischen Objekten der Fildes-Halbinsel neu benannt und dem Wissenschaftlichen Ausschuss für Antarktisforschung (Scientific Committee on Antarctic Research, SCAR) gemeldet.